# Giottino
Giottino [džotíno] (1324–1369), také známý jako Tommaso Fiorentino, byl raný italský malíř z Florencie. Jeho skutečné jméno bylo Maso di Stefano nebo Tommaso di Stefano.

## Životopis
Jeho otec, mistr Stefano Fiorentino, byl sám slavným malířem Giottovy školy. Jeho naturalismus mu vynesl označení „Scimmia della Natura“, „Opice přírody“ pro jeho vnímaný realismus. Učil svého syna, který se přihlásil ke studiu děl velkého Giotta. Protože svůj styl formoval podle Giottových obrazů, stal se Maso známým jako Giottino, tedy „malý Giotto“.
Fresky v kapli San Silvestro ve florentské bazilice Santa Croce, přičítané Giottinovi; představují zázraky papeže sv. Silvestra tak, jak jsou popsány ve Zlaté legendě.
Je mu připisováno i mnoho dalších děl, včetně Zjevení Panny Marie sv. Bernardovi a mramorové sochy na Giottově zvonici ve Florencii. Zvonice (Campanile di Giotto) je součástí komplexu budov katedrály Santa Maria del Fiore na náměstí Piazza del Duomo.
Giorgio Vasari, kronikář italské renesance, vložil biografii Giottina do druhé části svého spisu Životy nejvýznamnějších malířů, sochařů a architektů.

## Pieta svatého Remigia
Obraz Pieta svatého Remigia namaloval Giottino pro florentský kostel San Remigio. Na zlatém pozadí stojí svatý Benedikt a biskup svatý Remigius s ochranitelským gestem nad dvěma klečícími ženami, jedna je řeholnice a druhá mladá, elegantně oblečená žena. Je možné, že zde umělec zobrazil zadavatelky obrazu. Na pravé straně plátna ukazuje Josef z Arimatie Nikodémovi hřeby a pohár, možná Svatý Grál. Postava Marie Magdalény přitahuje pohled diváka svým červeným pláštěm, po kterém splývají dlouhé vlasy. Magdaléna je zobrazena v melancholické póze, poněkud stranou ostatních postav, žalem schoulená, s rukou podpírající hlavu se stává zosobněním nejhlubší lidské bolesti.
Obraz je umístěn v Galerii Uffizi.

## Galerie

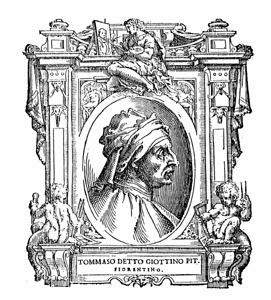
Giottino
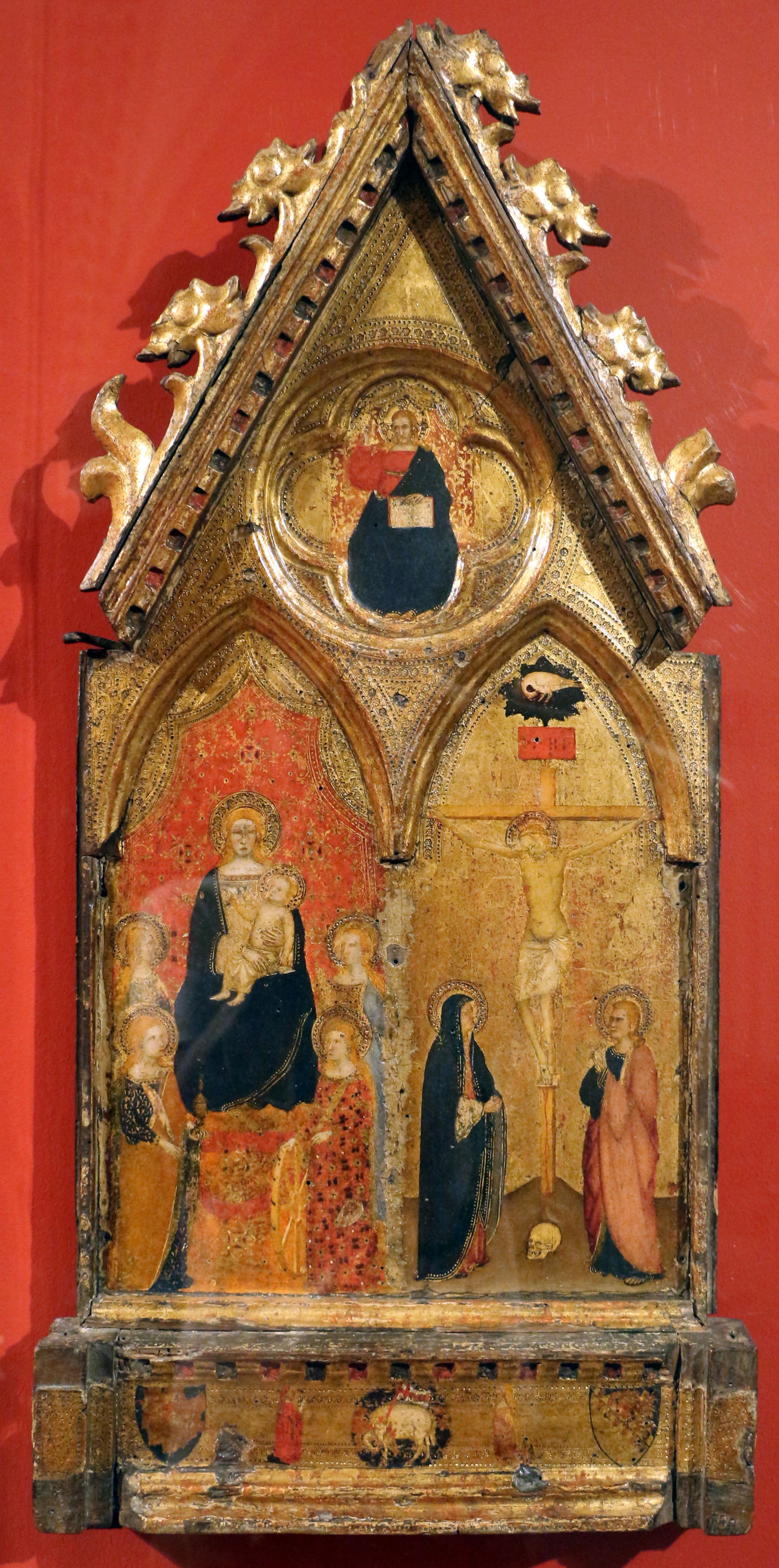
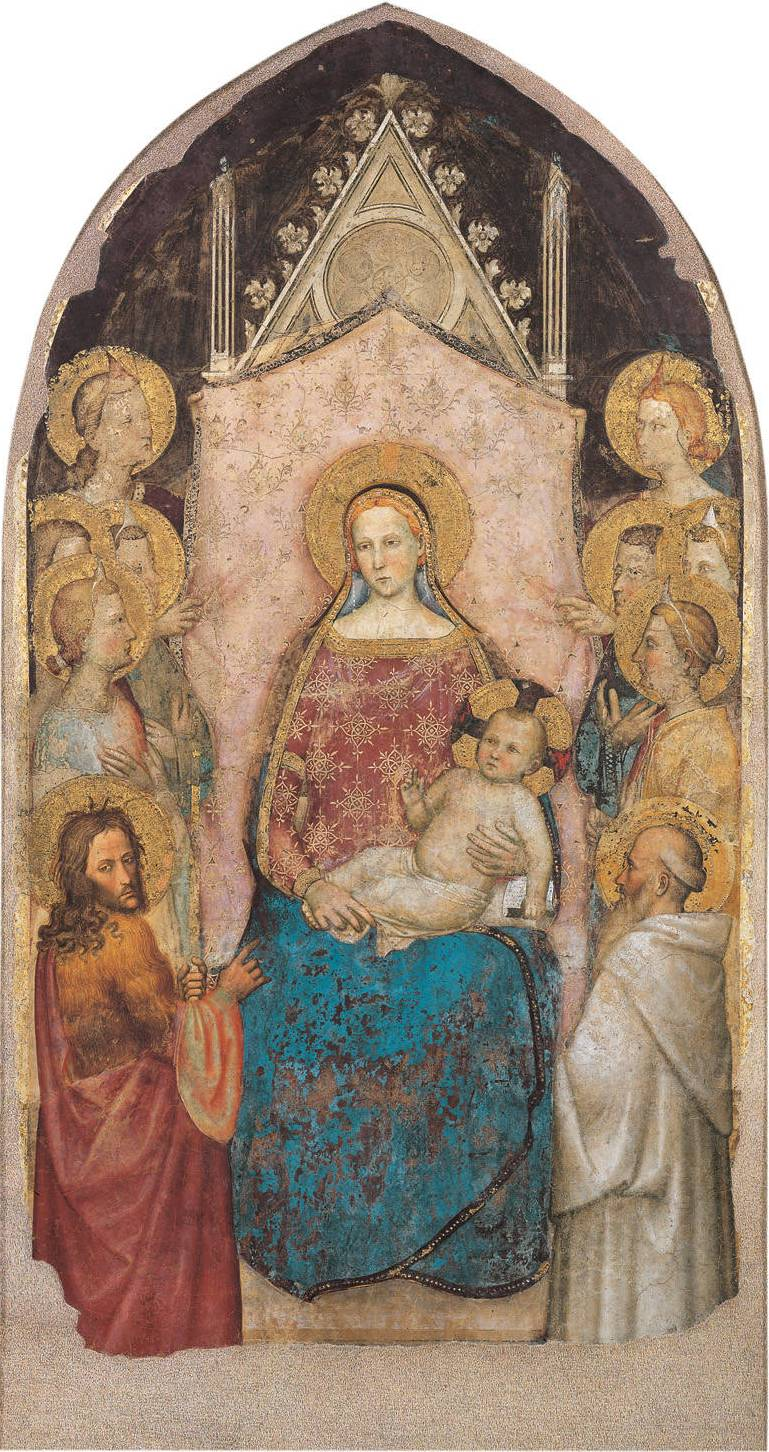
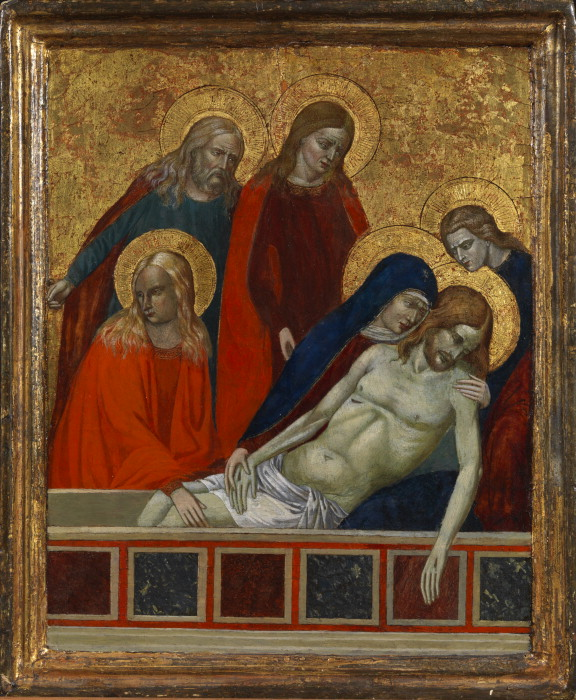